# Llibres apòcrifs

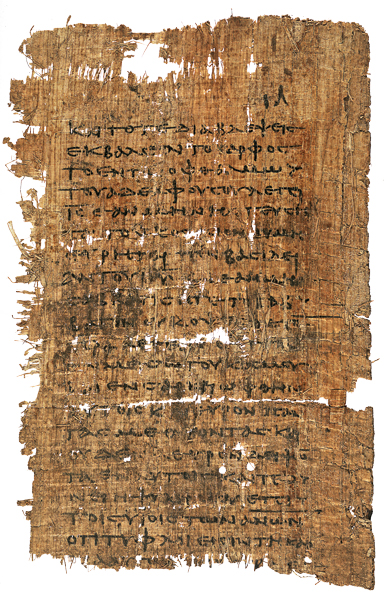
Papir d'Oxirinc 1. Datat a la primera meitat del, se'l considera una secció de l'apòcrif Evangeli de Tomàs

Els llibres apòcrifs són el conjunt de textos que no formen part del cànon de la Bíblia, però que es van produir durant el mateix període i amb un estil similar i que se solen estudiar quan es vol conèixer bé la Bíblia. La majoria dels llibres apòcrifs contenen doctrines que foren declarades heretgia per algunes esglésies cristianes.
No hi ha cap discrepància en relació amb els llibres del Nou Testament que es consideren apòcrifs per les diverses branques del cristianisme. No obstant això, el protestantisme sol considerar apòcrifs els llibres deuterocanònics de l'Antic Testament, que l'Església Catòlica va declarar part del cànon i inspirats per Déu després de la Reforma Protestant. Els llibres de l'Antic Testament que són considerats apòcrifs pel catolicisme són anomenats «pseudògrafs» pels protestants, i tampoc no els accepten dintre del seu cànon.

## Etimologia
El terme apòcrif prové del grec απόκρυφος, apócrifos, i està format per la combinació de les paraules apo (lluny) i kriptein (amagar), donant, doncs, la idea de «tancat» o «amagat.»

## Llista de texts apòcrifs

### A l'Antic Testament

#### LlibresDeuterocanònics[5]
- Llibre d'Ester
- Llibre de Judit
- Llibre de Tobit
- Primer llibre dels Macabeus
- Segon llibre dels Macabeus
- Saviesa
- Siràcida
- Baruc
- Carta de Jeremies
- Daniel (fragments grecs)

Aquests llibres són rebutjats per les diferents confessions protestants, però acceptats, pels diferents grups històrics cristians (ortodoxes, orientals coptes, siríacs nestorians i catòlics romans).

#### Altres
- L'Apocalipsi d'Esdres, va ser inclòs en la Vetus Llatina, i també en la Vulgata transcrita per Sant Jeroni, i encara es pot trobar en les Bíblies d'algunes Esglésies Eslaves, com també entre els escrits deuterocanònics d'algunes importants versions angleses, com la King James Version, la Revised Standard Version, i la New Revised Standard Version.[6]
- La Peschitta Siríaca, la Bíblia oficial de les esglésies siríaques Nestorianes, que inclou en el Llibre dels Salms [de David], a més del Salm 151, els Salms 152, 153, 154 i 155.[7]
- El Llibre d'Henoc considerat part integral del Cànon de la Bíblia per l'Església Ortodoxa Etíop i pels Beta Israel.[8]
- El Llibre dels Jubileus acceptat pels Beta Israel, que antigament habitaren Etiòpia.[9]

### Al Nou Testament

#### Evangelis apòcrifs[10]
- Evangeli dels Hebreus, segle i, desaparegut
- Evangeli dels Natzarens segle ii, fragmentari
- Evangeli dels evionites, fragmentari
- Evangeli grec dels Egipcis, segle II
- Evangeli de Maties
- Evangeli de Pere, segle II
- Evangeli d'Apel·les
- Evangeli de Bernabé
- Evangeli de Bartomeu
- Evangeli de Judes
- Evangeli del Pseudo-Mateu
- Evangeli àrab de la infància
- Evangeli llatí de la infància o Liber de infantia Salvatoris
- Evangeli armeni de la infància
- Evangeli d'Eva
- Evangeli Viu
- Evangeli de Marció, segle II
- Apocalipsi de Pere, segle II
- Protoevangeli de Jaume
- Pistis Sophia

#### Apòcrifs gnòstics de Nag Hammadi
- Apòcrif de Jaume o Llibre Secret de Jaume
- Evangeli de Tomàs
- Evangeli de Felip
- Evangeli de la Veritat o de Valentí
- Evangeli Copte dels Egipcis
- Diàleg del Salvador

#### Àgrafa de Jesús
- Àgrafa extra-evangèlics
- Àgrafa en variants dels Evangelis canònics
- Àgrafa citats pels Pares de l'Església
- Àgrafa d'origen musulmà

#### Cartes de Jesús
- Cartes de Jesús a Abgar
- Carta del diumenge

#### Altres
- Els Dos Llibres de Jeú o El llibre del gran discurs iniciàtic
- Al·logenes